# Rosalia dejeani
Rosalia dejeani là một loài bọ cánh cứng trong họ Cerambycidae.